# Мат-рок

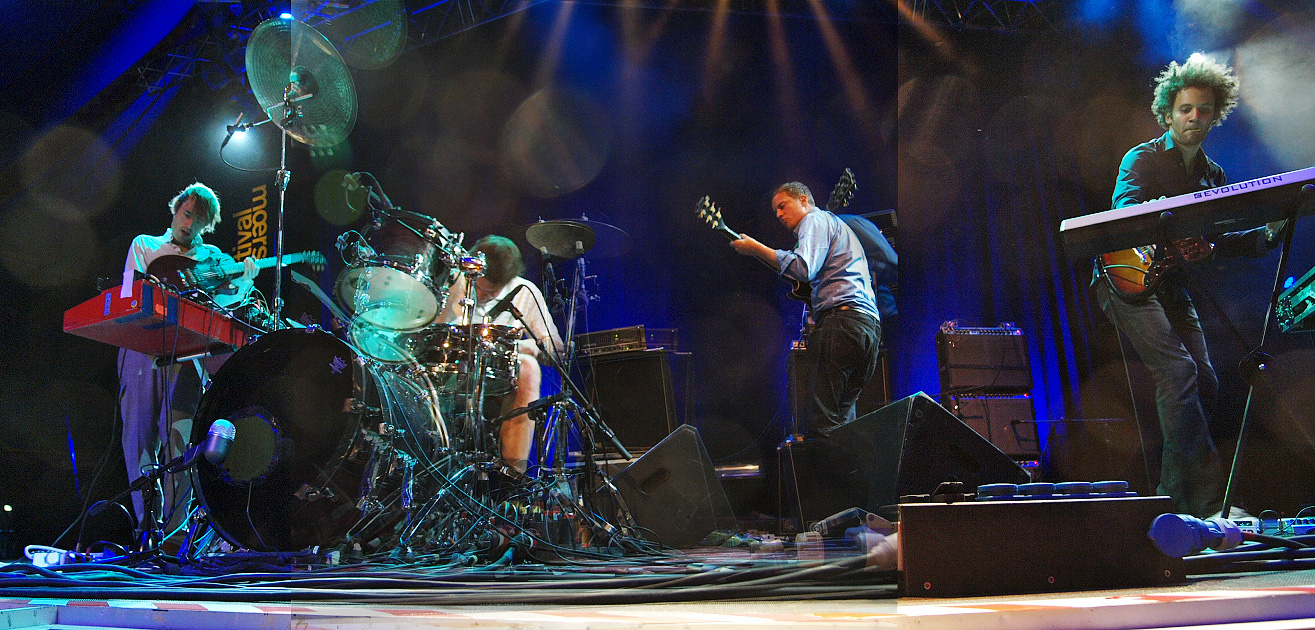
Battles

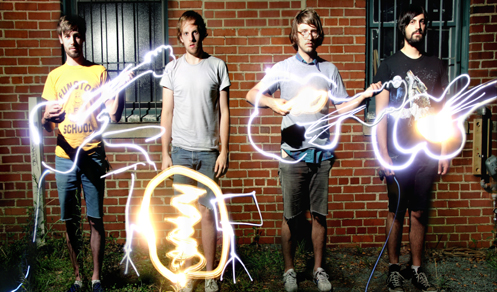
Maps & Atlases

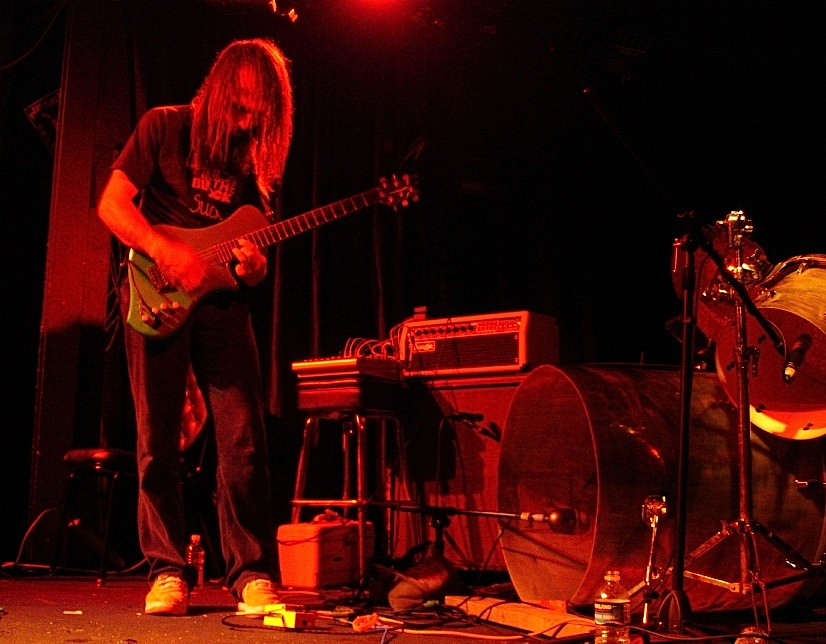
Hella

Математичний рок або мат-рок (англ. Math rock) — ритмічно складніший за інші рок-жанри, стиль експериментального року, що виник у кінці 1980-х. Він характеризується складними нетиповими ритмічними структурами, часто різкими негармонійними мелодіями й акордами.
Мат-рок виник як андерґраундний жанр у кінці 80-х на американському Середньому Заході. Деякі гурти, які грали до того, мали риси як мат-року, так і пост-року, використовуючи інструменти радше для створення щільного музичного тла, аніж для мелодій і рифів, застосовуючи при цьому складні й нестандартні ритми. Згодом жанри розділилися: мат-рок почав приділяти бульше уваги негармонійним мелодіям та нетиповим тактовим розмірам, зупинкам та переходам, не відходячи при цьому від загальної концепції рок-музики. Пост-рок, у свою чергу, більше сконцентрувався на звукових текстурах та тембрах, ніж на стандартній структурі пісень, як то рифи і акорди, створюючи певні музичні картини, при цьому часто застосовуюється джазовий стиль гри на барабанах, шум, ембіент, електроніка та мелодики шуґейзу.

## Характеристика
В той час, коли більшість рок-гуртів грають у тактовому розмірі 4/4, матрок-гурти грають у непарних розмірах, таких як 7/8, 11/8 чи 13/8, або змінюють ці розміри протягом композицій. Ця ритмічна складність, що здавалася «математичною» для більшості слухачів та критиків, і дала назву жанру. Провідними інструментами мат-року є гітари й барабани (їхня роль важливіша, ніж у решті рок-жанрів, тому мат-рок-барабанщики є часто відомішими за своїх колег (як от Зак Гілл)). Вокал у цьому жанрі не є головним, він використовується як звичайний звуковий ефект, або ще один інструмент музичної композиції.

## Впливи
Серед гуртів та композиторів, які безпосередньо вплинули на творення молодого жанру мат-року були The Beatles, Френк Заппа, Henry Cow, Cream, Captain Beefheart, Emerson, Lake & Palmer, Genesis, Jethro Tull, Gentle Giant, Yes, Rush, King Crimson, Gong, Cardiacs, Mahavishnu Orchestra, Pink Floyd, Джон Зорн, Білл Лесвелл, Ігор Стравінський, Джон Кейдж і Стів Райх.

## Найвідоміші гурти
- Sweep the Leg Johnny
- Don Caballero
- Drive Like Jehu
- Q and not U[en]
- Shellac
- Faraquet
- Polvo
- Rumah Sakit
- Sleeping People
- Giraffes?Giraffes!
- Tera Melos
- Hella
- Cheval de Frise
- Sincabeza
- The Redneck Manifesto
- 37500 Yens
- Battles
- Maps & Atlases
- TK Ling from Toside Sigure

## Мат-рок в Україні
Піонерами цього жанру в Україні є львівський гурт Гравіцапа (Gravitsapa) [Архівовано 19 серпня 2014 у Wayback Machine.], який у 2009 році видав свій демо-альбом «Вільне радіо Альбемута».У 2013 році вийшов інструментальний альбом гурту Rustycore [Архівовано 2 травня 2014 у Wayback Machine.] під назвою "Relations".